# Wenn Träume wahr wären
Wenn Träume wahr wären (Originaltitel One Magic Christmas) ist ein kanadisch-US-amerikanischer Weihnachtsfilm aus dem Jahr 1985, der von Phillip Borsos in Szene gesetzt wurde. Der Film ermahnt dazu, die Weihnachtszeit traditionell zu verbringen und sich auf das Wesentliche zu besinnen. Die Hauptrollen sind besetzt mit Mary Steenburgen, Harry Dean Stanton, Arthur Hill, Elisabeth Harnois und Gary Basaraba. Der Film warb seinerzeit mit den Worten: „Ein rührender Fantasy-Film im Disney-Stil.“

## Handlung
Familie Grainger muss sparen, wo es nur geht, nachdem Vater Jack seinen Job verloren hat. Sogar ihr Haus muss die Familie bis zum 31. Dezember verlassen, weil es dem ehemaligen Arbeitgeber Graingers gehört und nur an Firmenangehörige vermietet wird. Und das alles, obwohl Weihnachten vor der Tür steht, sodass die Vorweihnachtszeit mit Packen und der Planung des Umzugs angefüllt ist. Mutter Ginny, die im Supermarkt jobt, knausert mit dem Geld und mahnt auch ihren Mann Jack immer wieder zur Vernunft, das Geld nicht zum Fenster hinauszuwerfen. Weihnachten kann sie auch aus diesem Grund nichts abgewinnen. Die Kinder Abbie und Cal sollen in diesem Jahr nur bescheidene Geschenke erhalten.
Doch dann geschieht ein schreckliches Unglück: Jack Grainger, der vom angesparten Vermögen bei der Bank 200 Dollar für Weihnachtsgeschenke abheben will, wird von einem Bankräuber erschossen. Bei dem Räuber handelt es sich um einen verzweifelten arbeitslosen Mann, der pleite ist und einen kleinen Sohn hat. Er stiehlt Jack Graingers Auto für seine Flucht, in dem dessen Kinder Abbie und Cal auf dem Rücksitz sitzen. Das Auto durchbricht ein Brückengeländer und die Insassen ertrinken.
Die Gegend, wo die Graingers wohnen wird von dem Erzengel Gideon bewacht, der sehr betrübt darüber ist, dass Ginny Grainger den Geist der Weihnacht nicht teilt. Er sorgt dafür, dass die Kinder wieder auferstehen. Die kleine Abbie kann sich jedoch nicht damit abfinden, dass ihr Vater nicht mehr da ist. Von der Liebe zu ihm getrieben, sucht sie nach einem Weg, ihn ins Leben zurückzuholen. Der geheimnisvolle Engel Gideon springt auch hier ein, indem er Abbie zu einer Reise an den Nordpol einlädt, denn nur dort sei jemand, der ihr weiterhelfen könne. Dort trifft das Mädchen den Weihnachtsmann, der mitten in den Vorbereitungen für das Weihnachtsfest steckt. Inständig bittet Abbie ihn, ihren Vater von den Toten zu erwecken. Doch der alte Herr entgegnet, dass einzig und allein ihre Mutter Ginny dazu imstande sei, dieses Wunder zu vollbringen, indem sie wieder an den Weihnachtsmann glaube und das Fest würdevoll begehe. Aber ganz ohne Hilfe schickt er die kleine Abbie dann doch nicht nach Hause. Aus seinem Archiv sucht er den Wunschzettel hervor, den Ginny als Kind an ihn geschrieben hatte. Abbie reist mit diesem Relikt der Hoffnung zu ihrer Familie zurück und berichtet dort wahrheitsgemäß von ihren Erlebnissen. Allerdings glaubt ihr niemand. Für ihre Mutter Ginny ist der Weihnachtsmann nur ein Hirngespinst. Doch als sie kurze Zeit später den mitgebrachten Brief aus ihrer eigenen Kindheit liest, traut sie ihren Augen kaum. Sollte es den Weihnachtsmann tatsächlich geben? Um nicht wieder ins Wanken zu kommen, verfasst sie einen Brief an den Weihnachtsmann, und teilt ihm ihren sehnlichsten Wunsch mit. Kaum hat sie den Brief eingeworfen, steht Jack plötzlich mitten auf der Straße. Überglücklich fällt sich das Paar in die Arme.
Erneut erlebt die Familie die letzten Tage vor dem Weihnachtsfest, allerdings bleibt der schicksalhafte Bankraub ausgespart. Jedes Familienmitglied bekommt die Geschenke, die auf dem Wunschzettel standen. Auch die kleine Molly aus der Nachbarschaft, deren Familie sehr arm ist, wird reich bedacht.

## Produktion

### Produktionsnotizen, Drehorte
Produziert wurde der Film von Walt Disney Pictures in Zusammenarbeit mit Silver Screen Partners II, Téléfilm Canada und Northpole Picture Company of Canada. Gedreht wurde im Zeitraum 11. Februar bis 10. April 1985 in Owen Sound, Collingwood, Meaford und Scarborough, sämtlichst in der kanadischen Provinz Ontario gelegen, sowie in The Bank of Montreal in Meaford.
Die seinerzeit knapp sechsjährige Elisabeth Harnois gab in diesem Film ihr hochgelobtes Debüt. So hieß es bei DVD Izzy, sie erbringe eine der besten Leistungen eines Kinderschauspielers, die man je gesehen habe. Auch Elias Koteas in der Rolle des Eddie und Sarah Polley als noch ärmeres Nachbarmädchen Molly Monaghan gaben in dieser Produktion ihr Filmdebüt.

### Filmmusik
- Sleigh Ride – The Ronettes –
Text und Musik: Mitchell Parish und Leroy Anderson
- Stop! In The Name of Love – Vivian Williams, Yvonne Murray, Bobbie Lee Davenport –
Text und Musik: Eddie Holland, Lamont Dozier und Brian Holland
- Lost in the Stars –
Text und Musik Maxwell Anderson und Kurt Weill
- I’ll Be Home for Christmas –
Michael Dees – Text und Musik: Kim Gannon und Walter Kent[4]

### Veröffentlichung
Der Film wurde am 22. November 1985 zeitgleich in Kanada und in den Vereinigten Staaten erstveröffentlicht. Im Dezember 1985 erfolgte eine Veröffentlichung in Brasilien, im September 1986 im Vereinigten Königreich, im November 1986 in Australien und in Kolumbien, im Dezember 1986 in Uruguay (Montevideo) und im November 1987 in Japan (per Video). Veröffentlicht wurde der Film zudem in Bulgarien, Finnland, Frankreich, Griechenland, Ungarn, Italien, Peru, Polen, Portugal, in der Sowjetunion, in Spanien, Schweden, in der Ukraine und unter dem Titel Wenn Träume wahr wären in der Bundesrepublik Deutschland.
Der Film wurde vom Studio Walt Disney mit einer deutschen Tonspur auf DVD herausgegeben.

## Rezeption

### Kritik
Der Kritiker Roger Ebert meinte, was wir hier haben, sei ein Film mit einem intelligenten Drehbuch, wunderbaren Darbietungen und einer gekonnten Regie, trotzdem gehe die Taktik nicht auf. Obwohl es irgendwann ein Happy End gebe, verbringe der Film zunächst fast 90 Minuten damit, eine sehr, sehr traurige Geschichte zu erzählen. Fürs Happy End müsse der Zuschauer jedoch wirklich schwitzen, man hätte der Familie doch auch weniger dramatische Probleme geben können, als drei Todesfälle zusätzlich zur Arbeitslosigkeit und ohne Spielzeug unter dem Baum. Da trage man schon etwas dick auf. Offensichtlich sei jedoch, dass viel Liebe und Mühe in diesem Film stecke. Borsos Bilder entwickelten eine echte bittersüße Resonanz, schrieb Ebert weiter. Steenburgen finde genau den richtigen Ton für ihre Rolle als Mutter, die nicht an Weihnachten glaubt. Sie sei nicht gemein, nur zynisch und müde. Arthur Hill gehe es gut als freundlicher alter Urgroßvater und Gary Basaraba habe eine nette, gewinnende Art. Harry Dean Stantons Erzengel sei traurig und zärtlich, aber er sehe genauso aus wie der Typ, mit dem zu reden uns unsere Eltern verboten hätten.
Brian Costello von Common sense media fasste seine Beurteilung in dem Satz zusammen: „Der Weihnachtsfilm der 80er Jahre hat bedrückende, intensive Szenen.“ Er vertrat die Ansicht, dass Eltern wissen müssten, dass, obwohl ‚One Magic Christmas‘ letztendlich eine Geschichte über die Wichtigkeit des Glaubens an die Weihnachtsstimmung sei, es viele Szenen gebe, die für jüngere und empfindlichere Zuschauer schwierig sein könnten.
Auf EFilmCritic.com ist die Rede von einem Feiertagsflop, der unter Zynikern, die ihn liebten und bei denen gut gemeinte, aufrichtige Familienfilme kläglich scheiterten, zum Kultfavoriten werden sollte. Wahrscheinlich merke man nicht einmal, wie verrückt dieser Film eigentlich sei – Ansehen auf eigene Gefahr! Es gab einen Stern für Qualität und fünf Sterne für absoluten Schwachsinn, womit der Durchschnitt bei drei Sternen lag.
Die Bewertung von Matthew M. Foster bei Foster on Film ging in dieselbe Richtung. Dort heißt es, jemand von Disney müsse von einem schweren Metallrohr am Kopf getroffen worden sein, vielleicht geworfen von einem wütenden Diener in einem Mauskostüm. Die sich daraus ergebende Gehirnerschütterung sei die beste Erklärung für das grüne Leuchten von One Magic Christmas, einer trostlosen Runderneuerung von It’s a Wonderful Life, allerdings ohne das Wunder oder die Weihnachtsfreude. Diese G-bewertete Abscheulichkeit sei (wiederum) ein Beweis dafür, dass die MPAA eine nutzlose Organisation sei, deren Bewertungen ignoriert werden sollten. Kein Kind sei jemals durch den Anblick einer Brustwarze oder durch Hören des Wortes ‚ficken‘ psychisch verletzt worden, aber dieser Film werde ein Kind fürs Leben durcheinander bringen. Leiden mache keinen Spaß (das sei erwähnt, weil es für die Macher dieses Films wohl eine große Neuigkeit sei) aber nicht die Vorstellung des Kritikers von Weihnachtsunterhaltung. Das Endresultat, das der Film präsentiere, sei unbeschreiblich und eine Beleidigung für jeden, der wirklich Familienmitglieder verloren habe. Dies sei kein Familienfilm, auch wenn er so beworben werde. Liebe solle man ihn von der Familie fernhalten. Weder mache der Film Spaß, noch sei er aussagekräftig oder herzerwärmend. Er sei nur demoralisierend.
Auch Michael Walsh von Reeling Back tat sich schwer mit dem Film und schrieb, Thomas Meehans Drehbuch beschreibe oder definiere auch nicht ansatzweise Weihnachtsstimmung. Tatsächlich sei dies ein Film, der peinlich genau jede Bezugnahme die dem Weihnachtsfest im Hinblick auf dessen religiöse oder spirituelle Bedeutung zugrunde liege, vermeide. Liebe biete man einen Engel als Agenten für einen magischen Weihnachtsmann an und den Nordpol als glückliches Jenseits, wohin gute Leute gehen, wenn sie sterben. Trotzdem schaffe es der Film, eine Reihe von aufrichtigen Momenten zu präsentieren. Unter der Regie von Phillip Borsos gebe die kleine Schauspielerin Harnois eine Vorstellung, die Steven Spielberg neidisch werden lassen kann. Der Film sei dann am schönsten, wenn er sich um dieses wunderbar talentierte Kind drehe.
The Film Atheist sah das ähnlich. One Magic Christmas sei ein elender, trauriger Eintrag in der Kategorie Weihnachtsmelodram, der von A Christmas Carol und It’s a Wonderful Life geklaut habe. Es gebe im Film keinen Moment, der nicht unangenehm sei auch sein Tempo sei schmerzhaft langsam. Es sei ein schlechter Film, wobei Eltern sich nicht durch den Namen Disney verwirren lassen sollten, um dann davon auszugehen, dies sei gute Familienunterhaltung – denn ihre Kinder würden am Ende weinen. Die seltsame Botschaft sei, wer an den Weihnachtsmann glaube, über den habe der Tod keine Macht, denn der seltsame Engel arbeitet für den Weihnachtsmann und bringe das betende kleine Mädchen zum Nordpol, nicht zum Himmel, nicht zu Gott.
The MovieScene zeigte sich unentschlossen, verwies ebenfalls darauf, dass der Film von anderen großen Weihnachtsfilmen zumindest inspiriert worden aber trotzdem ein seltsamer Film sei. Erst am Ende sei der Film auch für Kinder geeignet, zuvor sei er einfach zu widersprüchlich. Der Wechsel zu einem kindlichen Ende sei aber ärgerlich, da die Schauspielleistungen bis dahin verdammt gut gewesen seien. Die Filmmischung funktioniere einfach nicht, sodass es einem vorkomme, als habe man zwei Filme zusammengewürfelt.
Bei DVD Izzy.com heißt es, dies sei ein wundervoller kleiner Film, der von den meisten Menschen so gut wie übersehen worden sei. Der Film, der 1985 eher unauffällig ins Kino gekommen sei, gehöre zu den Juwelen von Disney und verdiene mehr Anerkennung. Weiter ist die Rede von einem herzerwärmenden, fantasievollen Feiertagsdrama, das Erwachsene wahrscheinlich sogar mehr anspreche als Kinder. Insgesamt sei dies ein bezaubernder Weihnachtsfilm, der sich auf jeden Fall lohne.
Cinema meinte: „Wirklich nett: Das Adventsschmankerl lehrt die Weihnachtsbotschaft mit nicht zu viel Zuckerguss.“ Fazit: „Frohe Kunde aus dem Hause Disney.“

## Auszeichnungen
1986: Genie Awards
- in den Kategorien „Beste Leistung in der Tonbearbeitung“
(Robin Leigh, Richard Cadger, Glen Gauthier, Michael O’Farrell, Alan Geldart, Alison Clark) sowie
- im Bereich „Gesamtsound“
(David Appleby, Joe Grimaldi, Bruce Nyznik, Bruce Carwardine, Glen Gauthier, Don White)

Nominierungen für den Genie Award
- in der Kategorie „Bester Film“: Peter O’Brian
- in der Kategorie „Beste Leistung einer Schauspielerin in einer Hauptrolle“: Mary Steenburgen
- in der Kategorie „Beste Leistung an der Kamera“: Frank Tidy
- in der Kategorie „Beste Leistung in der künstlerischen Leitung“: Bill Brodie
- in der Kategorie „Bestes Leistung Kostümdesign“: Olga Dimitrov

1987: Zwei Nominierungen für den Young Artist Award
- einmal in der Kategorie „Außergewöhnliches Drama im Bereich Familienunterhaltung“
- einmal in der Kategorie „Außergewöhnliche Leistung einer jungen Schauspielerin in einer Hauptrolle: Elisabeth Harnois“[15]